# Maria Augusta Wettyn
Maria Augusta Nepomucena Antonia Franciszka Ksaweria Alojzia Wettin (ur. 21 czerwca 1782 w Dreźnie, zm. 14 marca 1863 tamże) – księżniczka saska, infantka polska.
Pochodziła z dynastii Wettinów. Prawnuczka króla polskiego i księcia-elektora saskiego Augusta III, jedyne dziecko króla Saksonii i księcia warszawskiego Fryderyka Augusta I i Amalii Wittelsbach.
W 1791 roku na mocy Konstytucji 3 Maja została uznana za potencjalną sukcesorkę polskiego tronu. Po utworzeniu Księstwa Warszawskiego brana była pod uwagę jako następczyni swojego ojca, mimo iż obowiązywało w nim prawo salickie. Próbowano ją wydać za przedstawicieli dynastii Hohenzollernów i Romanowów. Kandydatem do jej ręki miał być również książę Józef Poniatowski. Nigdy nie wyszła za mąż. Pozostała bezdzietna. Większość życia spędziła na dworze królewskim w Dreźnie. Po 1831 roku zaangażowała się w działalność filantropijną, wspierając emigrację polską. Została pochowana w katedrze Świętej Trójcy w Dreźnie.

## Galeria

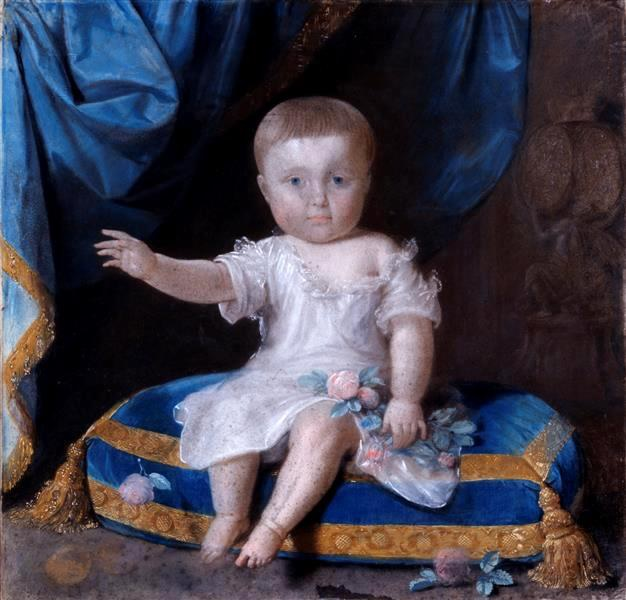
Maria Augusta jako roczne dziecko w 1783 roku
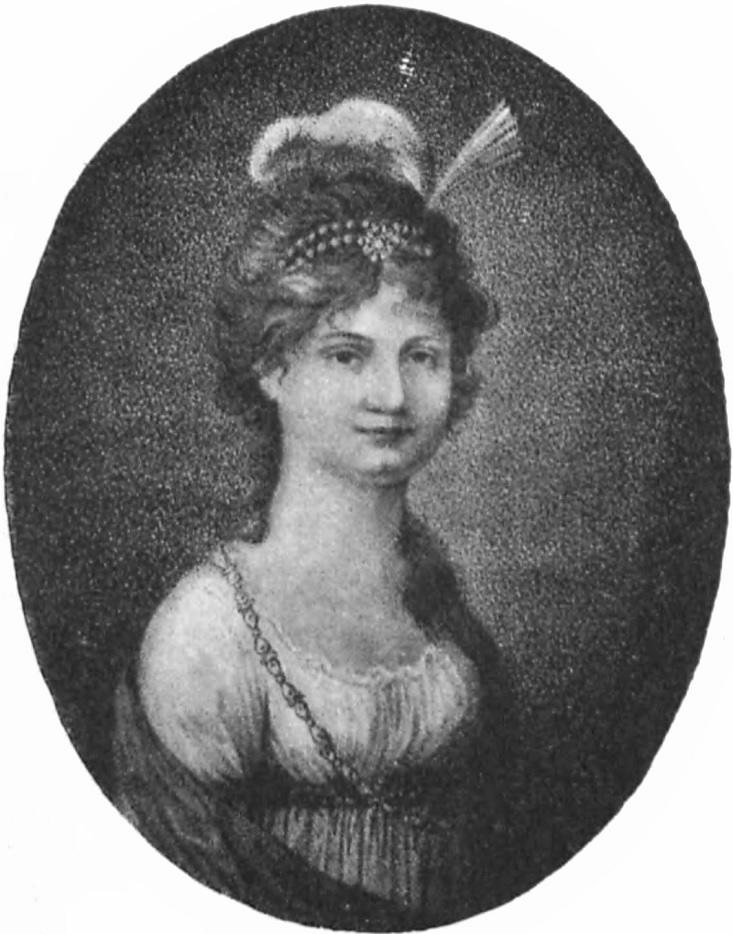
Maria Augusta jako infantka polska
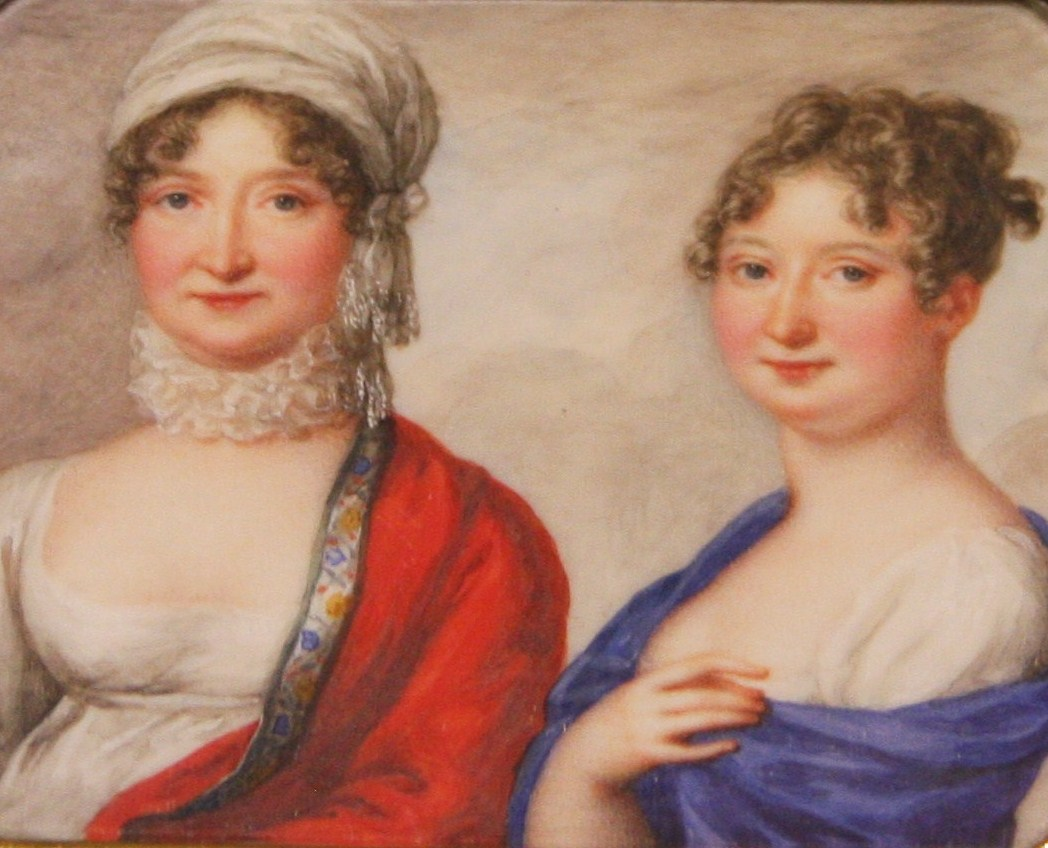
Maria Augusta z matką Amalią około 1810 roku
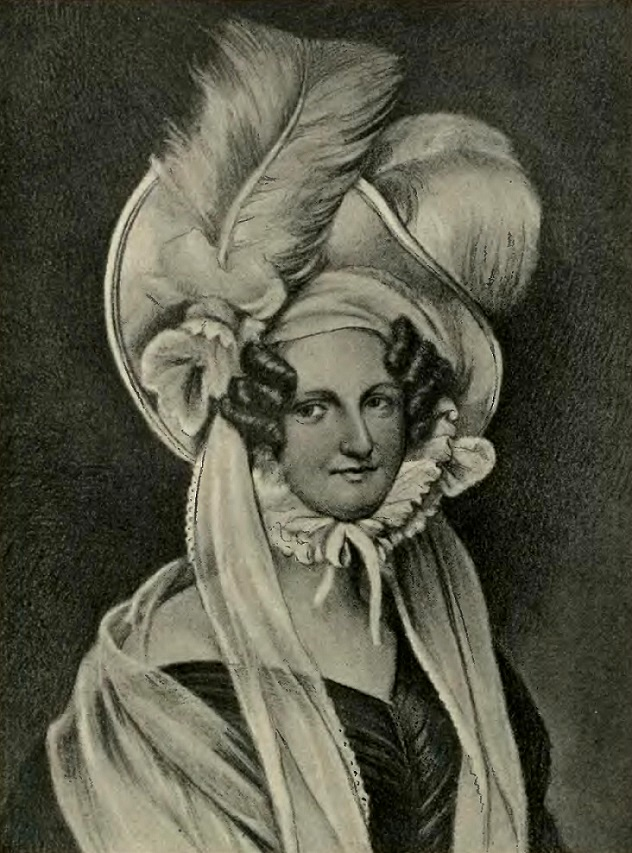
Maria Augusta około 1830 roku
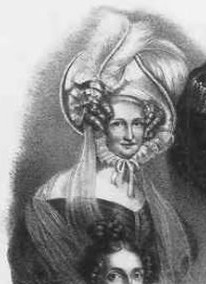
Maria Augusta około 1840 roku

## Genealogia
| Prapradziadkowie                 | król Polski August II Mocny (1670–1733) ∞ 1693 Krystyna Eberhardyna Hohenzollern (1671–1727)               | cesarz rzymsko-niemiecki Józef I Habsburg (1678–1711) ∞ 1699 Wilhelmina Amalia Brunszwicka (1673–1742)     | cesarz rzymsko-niemiecki Józef I Habsburg (1678–1711) ∞ 1699 Wilhelmina Amalia Brunszwicka (1673–1742)     | elektor Bawarii Maksymilian II Emanuel Wittelsbach (1662–1726) ∞ 1695 Teresa Kunegunda Sobieska (1676–1730) | Christian II Wittelsbach (Pfalz-Birkenfeld) (1637–1717) ∞1667 Katarzyna Agata Rappoltstein (1648–1683)                     | Ludwik Nassau-Saarbrücken (1663–1713) ∞1699 Filipina Hohenlohe-Langenburg (1679–1751)                                      | Teodor Wittelsbach (Pfalz-Sulzbach) (1659–1732) ∞1692 Maria Hessen-Rotenburg-Rheinfels (1675–1720)                         | elektor Palatynatu Karol III Filip Wittelsbach (1661–1742) ∞1688 Ludwika Karolina Radziwiłł (1667–1695)                    |
| Pradziadkowie                    | król Polski August III Sas (1696–1763) ∞ 1719 Maria Józefa Habsburg (1699–1757)                            | król Polski August III Sas (1696–1763) ∞ 1719 Maria Józefa Habsburg (1699–1757)                            | Maria Amalia Habsburg (1701–1756) ∞ 1722 cesarz rzymski Karol VII Wittelsbach (1697–1745)                  | Maria Amalia Habsburg (1701–1756) ∞ 1722 cesarz rzymski Karol VII Wittelsbach (1697–1745)                   | Christian III Wittelsbach (Pfalz-Zweibrücken) (1674–1735) ∞1719 Karolina Nassau-Saarbrücken (1704–1774)                    | Christian III Wittelsbach (Pfalz-Zweibrücken) (1674–1735) ∞1719 Karolina Nassau-Saarbrücken (1704–1774)                    | Józef Karol Wittelsbach (Pfalz-Sulzbach) (1694–1729) ∞1717 Elżbieta Augusta Wittelsbach (1693–1728)                        | Józef Karol Wittelsbach (Pfalz-Sulzbach) (1694–1729) ∞1717 Elżbieta Augusta Wittelsbach (1693–1728)                        |
| Dziadkowie                       | elektor Saksonii Fryderyk Krystian Wettyn (1722–1763) ∞ 1747 Maria Antonina Wittelsbach (1724–1780)        | elektor Saksonii Fryderyk Krystian Wettyn (1722–1763) ∞ 1747 Maria Antonina Wittelsbach (1724–1780)        | elektor Saksonii Fryderyk Krystian Wettyn (1722–1763) ∞ 1747 Maria Antonina Wittelsbach (1724–1780)        | elektor Saksonii Fryderyk Krystian Wettyn (1722–1763) ∞ 1747 Maria Antonina Wittelsbach (1724–1780)         | Fryderyk Michał Wittelsbach (Pfalz-Birkenfeld) (1724–1767) ∞1746 Maria Franciszka Wittelsbach (Pfalz-Sulzbach) (1724–1794) | Fryderyk Michał Wittelsbach (Pfalz-Birkenfeld) (1724–1767) ∞1746 Maria Franciszka Wittelsbach (Pfalz-Sulzbach) (1724–1794) | Fryderyk Michał Wittelsbach (Pfalz-Birkenfeld) (1724–1767) ∞1746 Maria Franciszka Wittelsbach (Pfalz-Sulzbach) (1724–1794) | Fryderyk Michał Wittelsbach (Pfalz-Birkenfeld) (1724–1767) ∞1746 Maria Franciszka Wittelsbach (Pfalz-Sulzbach) (1724–1794) |
| Rodzice                          | król Saksonii Fryderyk August I Wettyn (1750–1828) ∞1769 Amalia Wittelsbach (Pfalz-Birkenfeld) (1752–1828) | król Saksonii Fryderyk August I Wettyn (1750–1828) ∞1769 Amalia Wittelsbach (Pfalz-Birkenfeld) (1752–1828) | król Saksonii Fryderyk August I Wettyn (1750–1828) ∞1769 Amalia Wittelsbach (Pfalz-Birkenfeld) (1752–1828) | król Saksonii Fryderyk August I Wettyn (1750–1828) ∞1769 Amalia Wittelsbach (Pfalz-Birkenfeld) (1752–1828)  | król Saksonii Fryderyk August I Wettyn (1750–1828) ∞1769 Amalia Wittelsbach (Pfalz-Birkenfeld) (1752–1828)                 | król Saksonii Fryderyk August I Wettyn (1750–1828) ∞1769 Amalia Wittelsbach (Pfalz-Birkenfeld) (1752–1828)                 | król Saksonii Fryderyk August I Wettyn (1750–1828) ∞1769 Amalia Wittelsbach (Pfalz-Birkenfeld) (1752–1828)                 | król Saksonii Fryderyk August I Wettyn (1750–1828) ∞1769 Amalia Wittelsbach (Pfalz-Birkenfeld) (1752–1828)                 |
| Maria Augusta Wettyn (1782–1863) | | | | | | | | |